# NGC 7132
NGC 7132 ist eine Spiralgalaxie vom Hubble-Typ Sc im Sternbild Pegasus am Nordsternhimmel. Sie ist schätzungsweise 378 Millionen Lichtjahre von der Milchstraße entfernt und hat einen Durchmesser von etwa 120.000 Ljichtjahren.

Im selben Himmelsareal befindet sich u. a. die Galaxie IC 1398.
Das Objekt wurde am 18. Oktober 1884 von Lewis Swift entdeckt.